# Medalha Edwin Grant Conklin
A Medalha Edwin Grant Conklin (em inglês:  Edwin Grant Conklin Medal) foi concedida a primeira vez em 1995 pela Society for Developmental Biology em memória do biologista Edwin Conklin.

## Recipientes
Fonte:
- 1995 – John Phillip Trinkaus
- 1996 – John W. Saunders, Jr.
- 1997 – Elizabeth D. Hay
- 1998 – Thomas C. Kaufman
- 1999 – Clement Markert
- 2000 – Charles B. Kimmel
- 2001 – John Gurdon
- 2002 – Gail Roberta Martin
- 2003 – Allan Charles Spradling
- 2004 – Matthew Scott
- 2005 – Nicole Marthe Le Douarin
- 2006 – Trudi Schupbach
- 2007 – Janet Rossant
- 2008 – Elizabeth Robertson
- 2009 – David Mark Kingsley
- 2010 – Noriyuki Satoh
- 2011 – Ruth Lehmann
- 2012 – Clifford Tabin
- 2013 – Marianne Bronner
- 2014 – Richard Harland
- 2015 – Michael Levine
- 2016 – Kathryn Anderson